# Jussi Björlingmuseet
Jussi Björlingmuseet var ett museum i Borlänge över sångaren Jussi Björling. Det invigdes 1994 i en före detta läkarvilla på Borganäsvägen i Borlänge. Museet stängde vid årsskiftet 2020/2021, efter flera år av sjunkande besökssiffror och dålig ekonomi. Det har diskuterats att återöppna museet 2023 som en permanent utställning i Borlänge bibliotek